# Alvocater
L'alvocater (Persea americana) és un arbre conegut pels seus fruits (alvocats) dins la família Lauraceae.
Procedeix de l'Amèrica tropical, probablement de Mèxic, Amèrica Central i les Índies Occidentals. Molt conreat en els tròpics i subtrópics pels seus fruits.
És un arbre perenne molt frondós, ple de fulles brillants i de boniques flors que creixen en raïms. A més és un arbre molt vigorós, de tronc potent i fort amb fortes ramificacions on es produeixen els alvocats. Els alvocats són característics per la seva forma ovalada i superfície rugosa, són molt reconeguts pel color verd de la seva pell i el color clar de la seva carn.
Necessiten molta aigua per a desenvolupar-se. La varietat Hass, la més comuna per a exportació, pot necessitar fins a 4.945 litres d'aigua per produir un quilo d'alvocat a Colòmbia, una de les zones més importants d'aquest cultiu.
L'enorme creixement mundial del consum d'alvocats des del 2010 ha generat una ràpida implantació d'extensos cultius d'alvocaters en diverses zones del món, provocant diverses crisis ecològiques, com la tala indiscriminada de boscos o l'exhauriment dels recursos hídrics.

## Etimologia

Nom de l'alvocat a Hispanoamèrica.

El mot alvocat ve del nàhuatl awákatl, que significa "testicle". Per via del castellà, apareix en textos valencians dels segles xviii i xix en la forma albocat. L'origen és compartit per altres idiomes europeus presents a Amèrica: avocado en anglès, abacate en portuguès, avocat en francès.
En canvi, del quítxua arriba un altre nom, palto (l'arbre) i palta (la fruita), que correspon al nom de la regió de Palta - nord de l'Imperi Inca -, annexionada a mitjans del segle xv.
Rep el nom Persea americana en honor al semideu Perseu i al seu origen americà. Persea americana Mill. va ser descrita per Philip Miller (Mill.) i publicada a The Gardeners' Dictionary, vuitena edició s.n. 1768.

## Descripció
És un arbre que té la copa simètrica, estreta o arrodonida, en estat salvatge, arriba a fer 20 metres d'alçada, tot i que habitualment en mesura entre 8 i 12, podent arribar fins als 40 m en els seus llocs d'origen. El tronc és recte amb l'escorça marró o grisenca, rugosa i lleugerament fissurada o acanalada, té un diàmetre que va dels 30 als 60 cm. L'escorça, de color gris verdós, és aspra i, a vegades, solcada longitudinalment.
El pecíol fa entre 2 i 5 cm de llarg. Presenta fulles alternades persistents,a vegades agrupades cap al final de les ramillas, d'oblong-lanceolades a el·líptiques o ovadas, de 6-25 x 3–11 cm, amb el marge sencer i l'àpex agut o curtament acuminat; són de textura gruixuda, glabras i de color verd fosc pel feix i una mica pubescents en els nervis. Les fulles tenen una mida de 8 a 20 cm de llarg i de 5 a 12 cm d'ample. Les vores són senceres i més o menys ondulades.

Llavor de l'alvocat.

Tenen flors bisexuals, verdoses o groguenques, sobre pedicels pubescents de 4–8 mm de llarg, amb periant una cosa acampanada, amb 6 tèpals estretament el·líptics, de 4–6 mm de llarg, els externs lleugerament més curts que els interns, pubescents
Les inflorescències són panícules de 8 a 14 cm de llarg, amb flors hermafrodites de 5 a 6 mm, amb un periant densament pubescent, amb tèpals oblongs de 5 mm. Té nou estams fèrtils, d'uns 4 mm, amb filaments pubescents, organitzats en tres cercles concèntrics. L'ovari és ovoide, fa aproximadament 1,5 mm, densament pubescent, amb estil de 2,5 mm, culminat per un estigma discoïdal, una mica dilatat. Les flors s'obren i tanquen al llarg del dia, alternant la seva funcionalitat femenina i masculina (dicogàmia protogínica sincronitzada).
El fruit és una baia, malgrat sovint es confongui amb una drupa. Té forma oval o de pera i la seva mida té un rang molt ampli, entre els 7 i els 33 cm de llarg, podent arribar els 15 cm d'amplada i superar el kilo. Els alvocats de consum habitual són d'uns 15 x 7 cm, amb uns 200 grams de pes. La closca té tonalitats entre el verd fosc i el porpra, segons el tipus i l'estat de maduració. Pot ser llisa o lleugerament rugosa, habitualment fina i de certa duresa, amb aparença de cuir.
La polpa és ferma, oleica, de color entre el groc clar i el verd. Conté una llavor gran, habitualment d'entre 5 a 6,4 cm, ovalada, dura i pesant. La llavor globular, sense endosperma, té dues cobertes (tegument) paperoses, molt primes i de color cafè.

## Conreu
Existeixen evidències del consum d'alvocat a la vall de Tehuacán, d'entre 9 i 10 mil anys d'antiguitat, mentre que la seva domesticació a Amèrica Central s'inicià al voltant del 5000 aC. En canvi, al Perú, les evidències més properes que es conserven del consum d'alvocat són del 3000 aC, a Caral. Al Vell Món, l'alvocat va arribar a finals del segle xvi, mentre que la producció i comercialització no es va iniciar fins finals del xix.
S'han descrit vuit varietats d'alvocat, de les que tres són amplament conegudes: la mexicana (Persea americana var. drymifolia), la guatemalteca (Persea americana var. guatemalensis) i l'antillana (Persea americana. var. americana).
Només es pot conrear en climes sense glaçades, tropicals o subtropicals, com la costa de l'orient d'Andalusia, sud de Portugal o el litoral de Palestina, on tanmateix només es conreen les varietats més resistents a baixes temperatures, com la Hass. A Mèxic es conreen altres varietats més sensibles. Per ordre, els països amb major producció són: Mèxic, Indonèsia, República Dominicana, Estats Units d'Amèrica, Colòmbia, Perú i Kenya. El rànquing dels països importadors d'alvocats està encapçalat pels Estats Units, seguits per França, Japó i el Canadà.
Un arbre pot fer fins a 120 fruits per any, que suposen entre 30 i 100 kg anuals de fruita. Una hectàrea d'arbres produir entre 7 i 10 tones de fruita cada any. S'ha de tenir en compte que la pol·linització és difícil per l'autoincompatibilitat del mateix pol·len. El fruit es cull encara immadur, però madura bé en pocs dies a temperatura ambient.
L'extens monocultiu a països com Mèxic, República Dominicana o Xile ha dut a diversos problemes ecoambientals, com crisis hídriques o desforestació. També és polèmic l'ús de pesticides o plaguicides, en especial l'imidacloprid, que afecta els pol·linitzadors, com les abelles. Des de mitjans dels anys 2000, s'ha detectat a la península Ibèrica l'arribada de neuròpters que actuen com a plaga a les plantacions del sud-est.

## Propietats
L'alvocat conté més d'una vintena de nutrients essencials, com vitamines A, B, C, E i K, coure, ferro, fòsfor, magnesi o potassi (que regula la pressió arterial); a més de ser font de fibra i proteïna vegetal. Aporta vitamina B6 i àcid fòlic, que prevenen malalties coronàries. L'àcid fòlic també protegeix els fetus i evita els ictus. El beta-sitosterol redueix els nivells de colesterol. Conté fitonutrients, que impedeixen desenvolupar malalties inflamatòries i degeneratives. Aporta carotens, vàlids per evitar la degeneració macular i greixos monoinsaturats, contra la diabetis.

## Usos

### Gastronomia

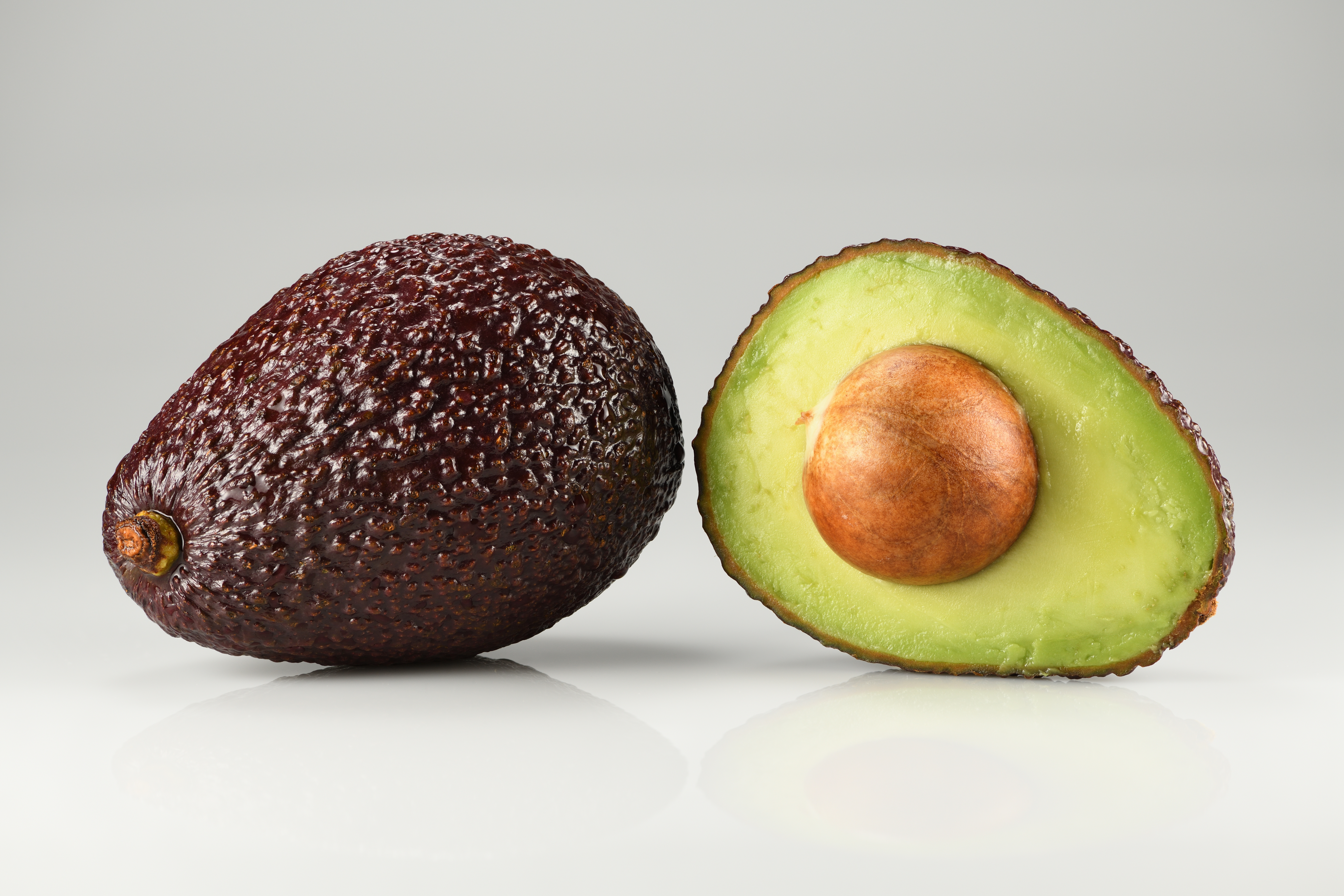
Fruit d'alvocat (cv. 'Hass')

A l'Amèrica subtropical, l'alvocat és part important i tradicional de la dieta diària. Es pot menjar sol, amb una mica de sal o de sucre; sobre una torrada i en entrepans, com ingredient d'amanides o com a guarnició en plats combinats. Alguns dels plats més coneguts que incorporen alvocat en la culinària internacional són:
- Mèxic: és l'ingredient principal del guacamole, un dels plats asteques més coneguts.
- Xile: la base dels hot dogs (completos) xilens porta frankfurt, tomàquet, palta i maionesa.
- Perú: és part del farciment habitual de la causa a la limeña
- Veneçuela: és habitual menjar-ne en amanides i entrepans, com la coneguda Reina Pepiada (una arepa farcida amb pollastre i alvocat)
- Colòmbia: la bandeja paisa sempre va acompanyada d'alvocat com a guarnició.
- Brasil: es prepara una crema dolça, barrejant la fruita amb sucre i nata líquida.
- Japó: és un dels ingredients habituals per farcir makis.
- Tailàndia: omnipresent en l'elaboració d'amanides i entrants de la cuina tailandesa.
- Hawaii: un dels elements més comuns en la preparació de pokes.

Alguns vegans l'empren en substitució de la mantega, per al pa, en pastissos, etc. Les fulles de l'alvocat també es poden incorporar en plats com els mixiotes o les enfrijoladas.
La versatilitat i les múltiples propietats d'aquest aliment, que sovint se'l classifica dins la controvertida categoria de superaliment, han posat de moda l'alvocat des de la dècada del 2010 i en grans ciutats europees han obert diversos restaurants especialitzats en aquest ingredient.

### Medicinal
Les fulles de l'alvocat es poden preparar en infusió, amb propietats expectorants. L'alvocat també s'empra en l'elaboració de medicaments per tractar els símptomes de l'artrosi.
Una altra utilització típica és la d'ingredient per a cosmètics, que empra l'oli extret del fruit.

#### Al·lèrgies
Alguns individus presenten reaccions al·lèrgiques al consum del fruit. Hi ha dues formes principals d'al·lèrgia: les persones amb al·lèrgia al pol·len dels arbres desenvolupen símptomes locals a la boca i la gola, poc després de menjar alvocat; el segon, conegut com a síndrome de la fruita del làtex, es relaciona a l'al·lèrgia al làtex i els símptomes inclouen urticària generalitzada, dolor abdominal i vòmit, podent ser fatal.